# Teoria de Kaluza–Klein
Em física de partículas, a teoria de Kaluza-Klein (KK) é uma teoria que visa unificar duas das forças fundamentais da natureza, a gravitação e eletromagnetismo. A hipótese original foi apresentada por Theodor Kaluza, que remeteu seus resultados a Einstein em 1919, e a teoria foi publicada pela primeira vez em 1921, que estendeu a relatividade geral para um espaço-tempo a cinco dimensões.
As equações resultantes podem ser separadas em conjuntos de equações, um desses conjuntos é equivalente as equações de campo de Einstein, outra equivalente as equações de Maxwell para o campo electromagnético e a parte final um campo escalar extra atualmente denominada de "radion" ou "dilaton". Atualmente, sabe-se que essa teoria está sendo usada para a elaboração de uma nova síntese teórica devido à suposição de uma nova partícula no modelo padrão.

## Teoria original de Kaluza-Klein

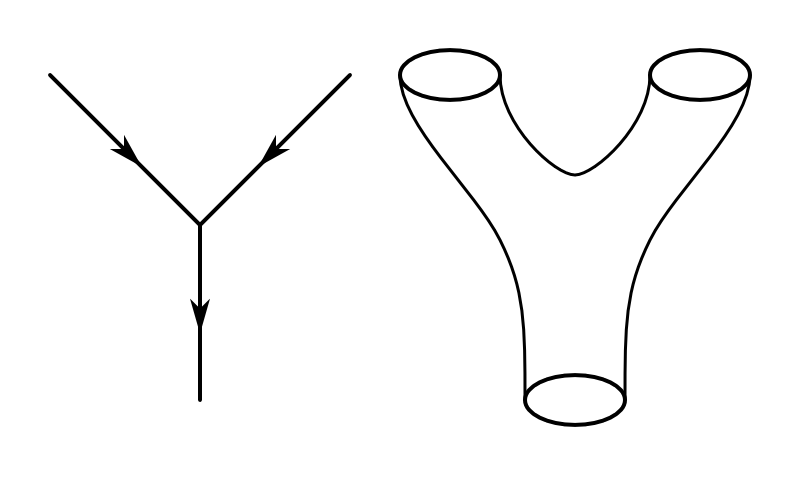
Na teoria de Kaluza –Klein original, para uma entidade geométrica convencional dimensão d estão associados entidades dimensionais d + 1: Um ponto espaço-tempo-quadridimensional, portanto, implica numa curva fechada (d = 1), e a trajetória (d = 1) de duas partículas que colidem pode ser pensada e estudada sobre dois tubos unidos (d = 2).

Historicamente, essa abordagem Kaluza-Klein, assim chamada porque as primeiras tentativas nesse sentido foram feitas por Theodor Kaluza (1921) e, um pouco mais tarde, por Oskar Klein (1926), começou como um programa teórico que procurou unificar as forças  gravitacional e eletromagnética como efeitos de curvatura de uma variedade pseudoriemanniana em 5 dimensões. Isto é conseguido por equações de Einstein considerando o vácuo em 5 dimensões:
{\displaystyle R_{AB}[g_{AB}]=0},  com o tensor (em cinco dimensões) Ricci {\displaystyle R_{AB}} dependendo, o primeiro passo, de uma métrica da forma demonstrada abaixo.
O ponto de partida de Kaluza foi introduzir um espaço-tempo de cinco dimensões no qual o tensor métrico de dito espaço-tempo continha a métrica quadridimensional {\displaystyle g_{ij}\;} e o potencial vetor {\displaystyle A_{i}\;} do campo eletromagnético,  mais duas funções escalares {\displaystyle \sigma ,\phi }:
{\displaystyle [{\hat {g}}_{AB}]={\begin{pmatrix}g_{ab}+\kappa ^{2}\phi ^{2}A_{a}A_{b}&\kappa \phi ^{2}A_{a}\\\kappa \phi ^{2}A_{b}&\phi ^{2}\end{pmatrix}}}
Aqui seguimos a convenção de que as maiúsculas latinas A, B,... representam índices tensoriais  que vão de 0 a 4,  e as minúsculas a, b,... representam índices tensorias de 0 a 3. Assim, as 5 coordenadas de um espaço-tempo de Kaluza seriam {\displaystyle \{x^{A}\}=\{x^{a},x^{4}\}=\{x^{0},x^{1},x^{2},x^{3},x^{4}\}}, donde a coordenada 0-ésima é a coordenada temporal e a coordenada 4-ésima é  a coordenada associada  à quinta dimensão adicional  e as outras três são as coordenadas espaciais ordinárias.
O passo  seguinte da proposta de Kaluza é impor artificialmente a chamada condição cilíndrica que consiste em impor que nenhuma das componentes do tensor pentadimensional {\displaystyle {\hat {g}}_{AB}\;} depende da coordenada adicional x4, nesse caso, as equações de campo de Einstein  se reduzem às condições do eletromagnetismo clássico mais equações da relatividade geral, mais uma equação adicional para o campo escalar adicional:
{\displaystyle {\hat {R}}_{AB}-{\cfrac {\hat {R}}{2}}{\hat {g}}_{AB}=0\quad \Rightarrow {\begin{cases}R_{ab}-{\cfrac {R}{2}}g_{ab}={\cfrac {\kappa ^{2}\phi ^{2}}{2}}T_{ab}^{(EM)}-{\cfrac {1}{\phi }}\left[\nabla _{a}(\partial _{b}\phi )-g_{ab}\Box \phi \right]\\\nabla ^{a}F_{ab}=-3{\cfrac {\partial ^{a}\phi }{\phi }}F_{ab}\\\Box \phi ={\cfrac {\kappa ^{2}\phi ^{3}}{4}}F_{ab}F^{ab}\end{cases}}}
Estas equações têm a seguinte interpretação: se se considera um espaço-tempo quase-vazio, de topologia {\displaystyle {\mathcal {M}}\times S^{1}} cinco dimensões com a métrica adequada, então o movimento de uma pequena partícula de prova carregada no mesmo se parece  o que teria dita partícula num espaço-tempo de quatro dimensões {\displaystyle {\mathcal {M}}}  no qual se haja introduzido um campo eletromagnético. É dizer, o campo eletromagnético efetivo no qual vê uma partícula carregada no espaço-tempo ordinário pode interpretar-se como o resultado geométrico da curvatura de um espaço-tempo de cinco dimensões.

## Teorias do tipo Kaluza-Klein
As diversas versões das teorias de cordas e supercordas são, de fato, teorias de Kaluza-Klein combinando  princípios de quantização. Por exemplo, existem versões de teoria de cordas de 10, 11 e 26 dimensões. Por exemplo, na versão da teoria de supercordas, além da dimensão temporal  e das três dimensões espaciais ordinárias, se conjetura que as dimensões adicionais poderiam ter uma topologia de variedade de Calabi-Yau de seis dimensões (isto contrasta com a topologia simples da teoria original de Kaluza na qual a dimensão adicional  é um círculo: {\displaystyle S^{1}}).
Modernamente, as teorias de Kaluza-Klein também  aparecem em cosmologia. Diversos relativistas têm investigado as consequências das equações de Einstein em tempo-espaço de mais de quatro dimensões:
- Por exemplo, o enfoque STM ("Space-Time-Matter") é uma teoria em cinco dimensões na qual a dimensão adicional tem a  ver com o  valor da massa em repouso das partículas. De fato, dentro de certo modelo dentro de dito enfoque a massa de uma partícula variaria segundo a lei:[8]

{\displaystyle {\frac {\dot {m}}{m}}={\frac {A}{t}}} donde:
- m é a massa da partícula,
- A uma constante e
- t a idade do universo em expansão.

Diversas anomalias detectadas pela Viking quando passava pela órbita de Marte mostraram variações aparentes de ordem {\displaystyle \pm 4\cdot 10^{-12}{\mbox{yr}}^{-1}} que podem  ser explicadas mediante um valor de A = 0,11, dada a idade atual do universo.
- Outro enfoque para descrever sua teoria de Expansão cósmica em escala com a ajuda de uma quinta dimensão, tem sido levada em conta o físico C. Johan Masreliez com o que ele chama "Dynamic incremental scale transition", DIST.[9] Isto conduz a uma possível conexão com a mecânica quântica  e um toque de origem da inércia.[10]